# Episodi di GLOW (seconda stagione)
La seconda stagione della serie televisiva GLOW, composta da 10 episodi, è stata interamente pubblicata a livello globale il 29 giugno 2018 su Netflix.
| nº | Titolo originale           | Titolo italiano                 | Pubblicazione  |
| -- | -------------------------- | ------------------------------- | -------------- |
| 1  | Viking Funeral             | Funerale vichingo               | 29 giugno 2018 |
| 2  | Candy of the Year          | Le caramelle dell'anno          | 29 giugno 2018 |
| 3  | Concerned Women of America | Le Donne preoccupate d'America  | 29 giugno 2018 |
| 4  | Mother of All Matches      | La madre di tutte le sfide      | 29 giugno 2018 |
| 5  | Perverts Are People, Too   | Anche i pervertiti sono persone | 29 giugno 2018 |
| 6  | Work the Leg               | Lavori sulla gamba              | 29 giugno 2018 |
| 7  | Nothing Shattered          | Nessun frammento                | 29 giugno 2018 |
| 8  | The Good Twin              | La gemella buona                | 29 giugno 2018 |
| 9  | Rosalie                    | Rosalie                         | 29 giugno 2018 |
| 10 | Every Potato Has a Receipt | Ognuno ha il suo prezzo         | 29 giugno 2018 |